# Klinika Mercy Peak
Klinika Mercy Peak (ang. Mercy Peak, 2001–2004) – nowozelandzki serial obyczajowy stworzony przez Rachel Lang i Gavina Strawhana. Wyprodukowany przez South Pacific Pictures.
Światowa premiera serialu miała miejsce 25 lipca 2001 roku na antenie TV One. Ostatni odcinek serialu został wyemitowany 19 marca 2004 roku. W Polsce serial nadawany jest na kanale Filmbox.

## Obsada
- Sara Wiseman jako Nicky Somerville
- Jeffrey Thomas jako William Kingsley
- Craig Parker jako Alistair Kingsley
- Alison Bruce jako Louise Duval
- Tim Balme jako Ken Wilder
- Renato Bartolomei jako Kieran Masefield
- Tamati Te Nohotu jako Cliff Tairoa
- Miriama Smith jako Dana McNichol